# Theodor Cosma
Theodor Cosma (numit și Teddy Cosma, pe numele real Theodor Zwiebel, n. 7 august 1910, București – d. 9 octombrie 2011, Paris) a fost un dirijor, pianist și aranjor evreu originar din România, stabilit din 1963 în Franța. El este tatăl compozitorului de muzică de film Vladimir Cosma, și fratele compozitorului și dirijorului Edgar Cosma.

## Biografie
Descendent al unei familii originare din Craiova, Theodor Cosma s-a născut la București. A studiat Facultatea de muzică din București (pian) și „Ecole normale de musique” din Paris (1929) cu pianistul Lazare Lévy, frecventând în paralel Facultatea de drept din Paris (1932). 
La începutul anului 1930 s-a întors în România, acolo a condus diverse orchestre, inclusiv din 1934 până în 1940 Orchestra Radio Jazz, în 1942 orchestra  Teatrului Evreiesc „Barașeum” din București, Director al Teatrului „Alhambra” în 1944, din 1947 până în 1950 șef al formației „Mon Jardin”, unde îi avea ca colaboratori pe Alexandru Imre, Gabriel Mezei, Gyula Balogh, Harry Micu, Sergiu Malagamba etc. Acest grup urma să devină ulterior nucleul orchestrei de muzică ușoară al Casei de discuri „Electrecord” compusă din Theodor Cosma – pian, Alexandru Imre – saxofon, Horia Ropcea – acordeon, Ion Ampoițan – clarinet, Johnny Răducanu – contrabas, Sergiu Malagamba – percuție. A concertat în România și Cehoslovacia, Polonia, URSS.
Cosma a descoperit și a promovat câțiva muzicieni români la începutul carierei lor, inclusiv compozitorul Marius Constant și dirijorul Sergiu Celibidache. Edgar Cosma a fost primul din familie, care a emigrat din România la Paris (în jurul anului 1960), scoțându-i apoi din țară, în septembrie 1962, pe fratele Theodor Cosma și pe nepotul Vladimir Cosma. În 1962, Cosma și-a părăsit patria împreună cu soția și fiul său, care a devenit mai târziu cunoscutul compozitor de muzică de film, Vladimir Cosma.
Theodor Cosma a împlinit pe data de 7 august 2010 vârsta de 100 de ani la Paris.

## Premii
- Premiul I, medalia de aur, la „Festivalul Tineretului”, Moscova, 1957

## Distincții
- Ordinul Muncii clasa a III-a (15 ianuarie 1957) „pentru merite deosebite în muncă”[8]